# SCS Software
SCS Software este un studio ceh de software care se ocupă cu dezvoltarea jocurilor video. Studioul produce diverse jocuri pentru PC, inclusiv seria 18 Wheels of Steel, seria Hunting Unlimited, OceanDive, Drive Deer, Truck Saver, Bus Driver și simulatoarele pentru Europa: Euro Truck Simulator, German Truck Simulator, UK Truck Simulator, Trucks & Trailers și Scania Truck Driving Simulator, Euro Truck Simulator 2.
Pentru dezvoltarea jocurilor, SCS Software folosește engine-ul Prism3D. Excepție face seria Deer Hunter care a fost dezvoltată pe engine-ul TERRENG.
Listă de jocuri lansate:
| Joc                                    | Platforma            | Data lansării      |
| -------------------------------------- | -------------------- | ------------------ |
| Hunting Unlimited                      | Windows              | 2001               |
| Hard Truck: 18 Wheels of Steel         | Windows              | 15 august 2002     |
| 18 Wheels of Steel: Across America     | Windows              | 23 septembrie 2003 |
| Hunting Unlimited 2                    | Windows              | 28 septembrie 2003 |
| Hunting Unlimited 3                    | Windows              | 24 august 2004     |
| 18 Wheels of Steel: Pedal to the Metal | Windows              | 30 august 2004     |
| OceanDive                              | Windows              | 2005               |
| 18 Wheels of Steel: Convoy             | Windows              | 1 septembrie 2005  |
| Hunting Unlimited 4                    | Windows              | septembrie 2006    |
| 18 Wheels of Steel: Haulin'            | Windows              | 8 decembrie 2006   |
| 18 Wheels of Steel: American Long Haul | Windows              | 3 decembrie 2007   |
| Bus Driver                             | Windows, OS X, iOS   | 22 martie 2007     |
| Deer Drive                             | Windows              | 25 iunie 2007      |
| Hunting Unlimited 2008                 | Windows              | 1 septembrie 2007  |
| Hunting Unlimited 2009                 | Windows              | iulie 2008         |
| Euro Truck Simulator                   | Windows, OS X        | 29 august 2008     |
| Hunting Unlimited 2010                 | Windows              | 7 iulie 2009       |
| 18 Wheels of Steel: Extreme Trucker    | Windows              | 23 septembrie 2009 |
| German Truck Simulator                 | Windows              | 13 ianuarie 2010   |
| UK Truck Simulator                     | Windows              | 19 februarie 2010  |
| 18 Wheels of Steel: Extreme Trucker 2  | Windows              | 6 ianuarie 2011    |
| Trucks & Trailers                      | Windows              | 17 iulie 2011      |
| Scania Truck Driving Simulator         | Windows, OS X        | 13 iunie 2012      |
| Euro Truck Simulator 2                 | Windows, Linux, OS X | 19 octombrie 2012  |
| American Truck Simulator               | Windows, OS X, Linux | 3 februarie 2016   |
| Euro Coach Simulator                   | Windows              | viitor             |

1. ↑   https://or.justice.cz/ias/content/download?id=d385fa3cb27e4152869c7037fec20bb5 Lipsește sau este vid: |title= (ajutor)